# Gnophos delagardei
Gnophos delagardei là một loài bướm đêm trong họ Geometridae.